# 1313.
◄ | 13. stoljeće | 14. stoljeće | 15. stoljeće | ►
◄ | 1280-ih | 1290-ih | 1300-ih | 1310-ih | 1320-ih | 1330-ih | 1340-ih | ►
◄◄ | ◄ | 1310. | 1311. | 1312. | 1313. | 1314. | 1315. | 1316. | ► | ►►
Arhitektura • Astronomija • Glazba • Knjige • Književnost • Kršćanstvo • Medicina • Pravo • Promet • Slikarstvo • Znanost

## Rođenja
- 16. lipnja – Giovanni Boccaccio, talijanski književnik († 1375.)

## Smrti
- 13. rujna – Sveta Notburga, austrijska svetica (* 1265.)

## Vanjske poveznice
|  | Zajednički poslužitelj ima još gradiva o temi 1313. |